# Гаетано Доніцетті

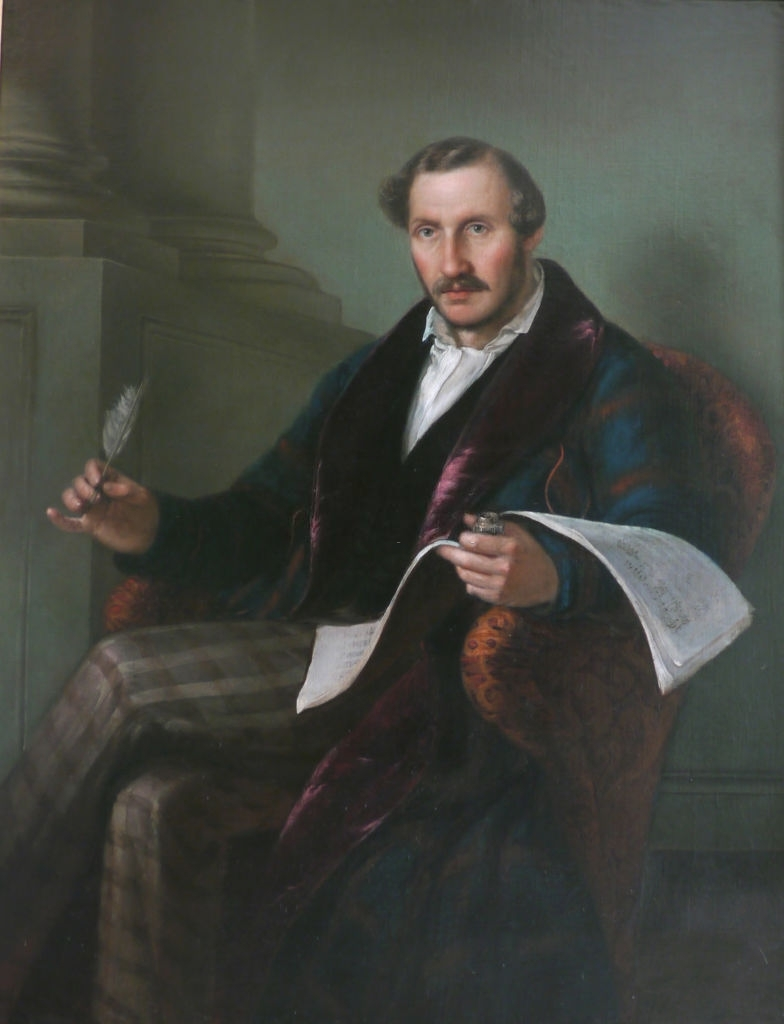
Ґаетано Доніцетті, портрет роботи Джузеппе Ріллозі

Доменіко Гаетано Марія Доніцетті (італ. Domenico Gaetano Maria Donizetti; 29 листопада 1797, — 8 квітня 1848) — італійський композитор. Разом з Джоакіно Россіні та Вінченцо Белліні, Доніцетті вважається провідним композитором оперного стилю бельканто в першій половині XIX століття і, ймовірно, вплинув на інших композиторів, таких як Джузеппе Верді.

## Біографія
Доніцетті народився в Бергамо в Ломбардії. У віці 9 років його взяв до своєї школи Саймон Майр, де він здобув початкову музичну освіту. Майр допоміг Доніцетті поступити до Болонської академії, де у віці 19 років композитор написав свою першу одноактну оперу, комедію «Пігмаліон», яка, однак, ніколи не була виконана за його життя. 
У 1822 році, вже будучи автором 9 опер, Доніцетті отримав запрошення на роботу від Доменіко Барбаха, імпресаріо Театру Сан-Карло в Неаполі, де композитор працював до 1844 року. Загалом у Неаполі було представлено 51 оперу Доніцетті, останньою з яких була «Катерина Корнаро». До 1830 року значний успіх переважно лише комічні опери композитора, за винятком поставленої у Римі опери-серіа «Зоріада де Граната». У 1830 році, коли вперше була поставлена «Анна Болейн», Доніцетті здобув міжнародне визнання, і вже надалі не сприймався як автор лише комічних опер. Серед наступних опер, що мали значний успіх — історичні драми «Лючію ді Ламмермур» (на лібрето Сальвадоре Каммарано, поставлена в Неаполі в 1835 році) та «Роберто Деверо» (поставлена в 1837 році), серед комічних — Любовний напій (1832) і Дон Паскуале (1843).
Доніцетті все більше відчував розчарування цензурою в Італії (а особливо в Неаполі). З 1836 року він зацікавився роботою в Парижі, де відчув більшу свободу вибору для сюжетів та кращі фінансові перспективи. З 1838 року він отримав замовлення Паризької опери на два нових твори і з того часу впродовж наступних 10 років брав участь у постановках своїх опер на французькі тексти та наглядав за постановкою своїх італійських творів. Першою французькою оперою композитора стала опера Поліуто, у 1840 року перероблена і представлена під назвою «Мученики».
З 1843 року Доніцетті через важку хворобу припиняє творчу діяльність. На початку 1846 року він потрапив до лікарні для психічних хворих, а в 1847 року друзі перевезли його назад до Бергамо, де він помер у квітні 1848 року в стані психічного розладу через невросифіліс

## Творчість
Доніцетті був надзвичайно плідним композитором. Його творча спадщина охоплює близько 75 опер, 16 симфоній, 19 струнних квартетів, 193 пісні, 45 дуетів, 3 ораторії, 28 кантат, інструментальні концерти сонати та інші твори.
Основні опери
- «Навіженство» (Una Follia), 1818
- «Бідні мандрівні віртуози» (I piccoli virtuosi ambulanti), 1819
- «Петро Великий, цар російський, або Ливонський тесляр» (Pietro il grande Czar delle Russie о II Falegname di Livonia), 1819
- «Гувернер в скруті» (L'ajo nell'imbarazzo), 1824
- «Театральні зручності і незручності» (Le convenienze ed inconvenienze teatrali), 1827
- «Анна Болейн» (Anna Bolena), 1830
- «Любовний напій» (L'elisir d'amore), 1832
- «Лукреція Борджіа» (Lucrezia Borgia), 1833. Лібрето на основі однойменної п'єси Віктора Гюго
- «Марія Стюарт» (Maria Stuarda), 1834. лібрето на основі однойменної п'єси Шиллера
- «Лючія ді Ламмермур» (Lucia di Lammermoor), 1835. Лібрето на основі роману Вальтера Скотта «Ламмемурська наречена». Одна з провідних опер бельканто.
- «Велізарій» (Belisario), 1836.
- «Дзвіночок» (Il campanello або Il campanello di notte), 1836
- «Роберто Девере» (Roberto Devereux), 1837. За трагедії Франсуа Ансель «Єлизавета Англійська».
- «Полієвкт» (Poliuto), 1838. За однойменною трагедією Корнеля
- «Марія ді Руденц» (Maria de Rudenz), 1838
- «Дочка полку» (La fille du régiment), 1840
- «Мученики» (Les martyrs), 1840. Початкова назва — «Полієвкт», 1840
- «Фаворитка» (La favorite), 1840. За більш ранньою власною оперою «L'ange de Nisida».
- «Марія Паділья» (Maria Padilla), 1841. За трагедією Франсуа Анселя
- «Лінда ді Шамуні»[18] (Linda di Chamounix), 1842
- «Дон Паскуале» (Don Pasquale) , 1843
- «Марія ді Роган» (Maria di Rohan), 1843
- Катерина Корнаро
- «Дон Себастьян Португальський» (Dom Sébastien), 1843. Лібрето Ежена Скріба по п'єсі П.-А. Фуше

### Хорові твори
- Ave Maria
- Grande Offertori
- Il sospiro
- Messa da Requiem
- Messa di Gloria e Credo
- Miserere (Psalm 50)

### Твори для оркестру
- Allegro для струнних до мажор
- Larghetto, tema e variazioni мі-бемоль мажор
- Концертна симфонія ре мажор (1817)
- Симфонія ля мажор
- Симфонія ре мажор
- Симфонія ре мажор (1818)
- Симфонія ре мінор

### Концерти
- Концертино для кларнета сі-бемоль мажор
- Концертино для англійської валторни соль мажор (1816)
- Концертино до мінор для флейти та камерного оркестру (1819)
- Концертино для флейти з оркестром до мажор
- Концертино для флейти з оркестром ре мажор
- Концертино для гобоя фа мажор
- Концертино для скрипки та віолончелі ре мінор
- Концерт для скрипки та віолончелі ре мінор
- Концерт для 2 кларнетів «Марія Паділья»

### Камерні твори
- 17 струнних квартетів
- Andante sostenuto для гобоя та арфи фа мінор
- Вступ для струнних ре мажор
- Larghetto та Allegro для скрипки та арфи соль мінор
- Largo/Moderato для віолончелі та фортепіано соль мінор
- Ноктюрни (4) для духових інструментів та струнних
- Соната для флейти та арфи
- Соната для Флейта і фортепіано до мажор
- Симфонія для духових інструментів соль мінор (1817)
- Квінтет для гітари та струнних № 2 до мажор
- Етюд для кларнета № 1 сі-бемоль мажор
- Тріо для флейти, фагота та фортепіано фа мажор

### Для фортепіано
- Adagio ed Allegro соль мажор
- Allegro до мажор
- Allegro фа мінор
- Фуга соль мінор
- Великий вальс ля мажор
- Larghetto ля мінор «Una furtiva lagrima»
- Larghetto до мажор
- Пастораль мі мажор
- Presto фа мінор
- Симфонія ля мажор
- Симфонія № 1 до мажор
- Симфонія № 1 ре мажор
- Симфонія № 2 до мажор
- Симфонія № 2 ре мажор
- Соната до мажор
- Соната фа мажор
- Соната соль мажор
- Варіації мі мажор
- Варіації соль мажор
- Вальс ля мажор
- Вальс до мажор
- Вальс до мажор «Запрошення»